# Tareste (Hiiumaa)
Tareste (Duits: Tarrist) is een plaats in de Estlandse gemeente Hiiumaa, provincie Hiiumaa. De plaats heeft de status van dorp (Estisch: küla).
Tot in oktober 2017 behoorde Tareste tot de gemeente Pühalepa. In die maand trad Pühalepa toe tot de fusiegemeente Hiiumaa.

## Bevolking
Het dorp had 23 inwoners op 31 december 2011 en 12 inwoners op 31 december 2021.

## Ligging
Tareste ligt aan de kust van het eiland Hiiumaa ten noordwesten van de hoofdstad Kärdla aan de Golf van Tareste (Estisch: Tareste laht). Langs de kust ligt het natuurpark Tareste maastikukaitseala (2,0 km²).
Op het grondgebied van Tareste takt de Tugimaantee 82, de secundaire weg van Tareste naar Lehtma, af van de Tugimaantee 80, de secundaire weg van Heltermaa via Kärdla naar Luidja.

## Geschiedenis
Tareste werd voor het eerst vermeld in 1565 onder de naam Tharis Petter, een boerderij op het landgoed van Kertel (Kärdla). In 1688 stond ze bekend als Torräst, in 1798 was ze onder de naam Tarrist een dorp geworden. In de 20e eeuw stond Tareste vooral bekend als de standplaats van een boswachter en hoorde het plaatsje bij Tubala. In 1997 werd Tareste een zelfstandig dorp.